# 38967 Roberthaas
38967 Roberthaas este o planetă minoră (asteroid), cu un diametru de 3,6 km, din centura de asteroizi. A fost descoperită pe 6 octombrie 2000 la Stația Anderson Mesa de Lowell Observatory Near-Earth-Object Search. 
Obiectul prezintă o orbită caracterizată de o semiaxă mare de 2,6092791 UAi, o excentricitate de 0,07, o înclinație de 4,31063 ° în raport cu ecliptica.